# Amphinema physophorum
Amphinema physophorum is een hydroïdpoliep uit de familie Pandeidae. De poliep komt uit het geslacht Amphinema. Amphinema physophorum werd in 1927 voor het eerst wetenschappelijk beschreven door Uchida. 